# Vijfheerenlanden
Vijfheerenlanden è una municipalità dei Paesi Bassi di 64 411 abitanti situata nella provincia di Utrecht, ufficialmente istituita il 1º gennaio 2019 e consistente del territorio delle ex municipalità di Leerdam e Zederik, in precedenza facenti parte della provincia dell'Olanda Meridionale, e di Vianen.